# Rachiwśkyj perewał
Rachiwśkyj perewał albo Kamiń-Kłewka (ukr. Рахівський перевал; Камінь-Клевка) – przełęcz w Karpatach ukraińskich. Położona w granicach rejonu rachowskiego obwodu zakarpackiego.
Wysokość przełęczy to 1024 m n.p.m. Położona jest między górami pasma, które ciągnie się od masywu Świdowca do Masywu Kuzijskiego.
Przez przełęcz prowadzi droga, która wiedzie z Rachowa do Kosiwśkiej Polany. Droga jest wąska, przeważnie gruntowa, częściowo z pokryciem asfaltowym, miejscami z dzikim brukiem, dość ciężko przejezdna, odpowiednia raczej dla transportu konnego, motocykli albo samochodów o podwyższonym prześwicie. Zimą przełęcz jest nieprzejezdna.
Z zachodniej strony przełęczy otwierają się widoki na okoliczne góry: na północy jest masyw Świdowca, na północnym zachodzie góra Apećka, na południowym zachodzie góra Kobyła. Ze wschodniej strony przełęczy widać masyw Czarnohory (na południowym wschodzie) i tzw. Alpy Huculskie (na południowym wschodzie).

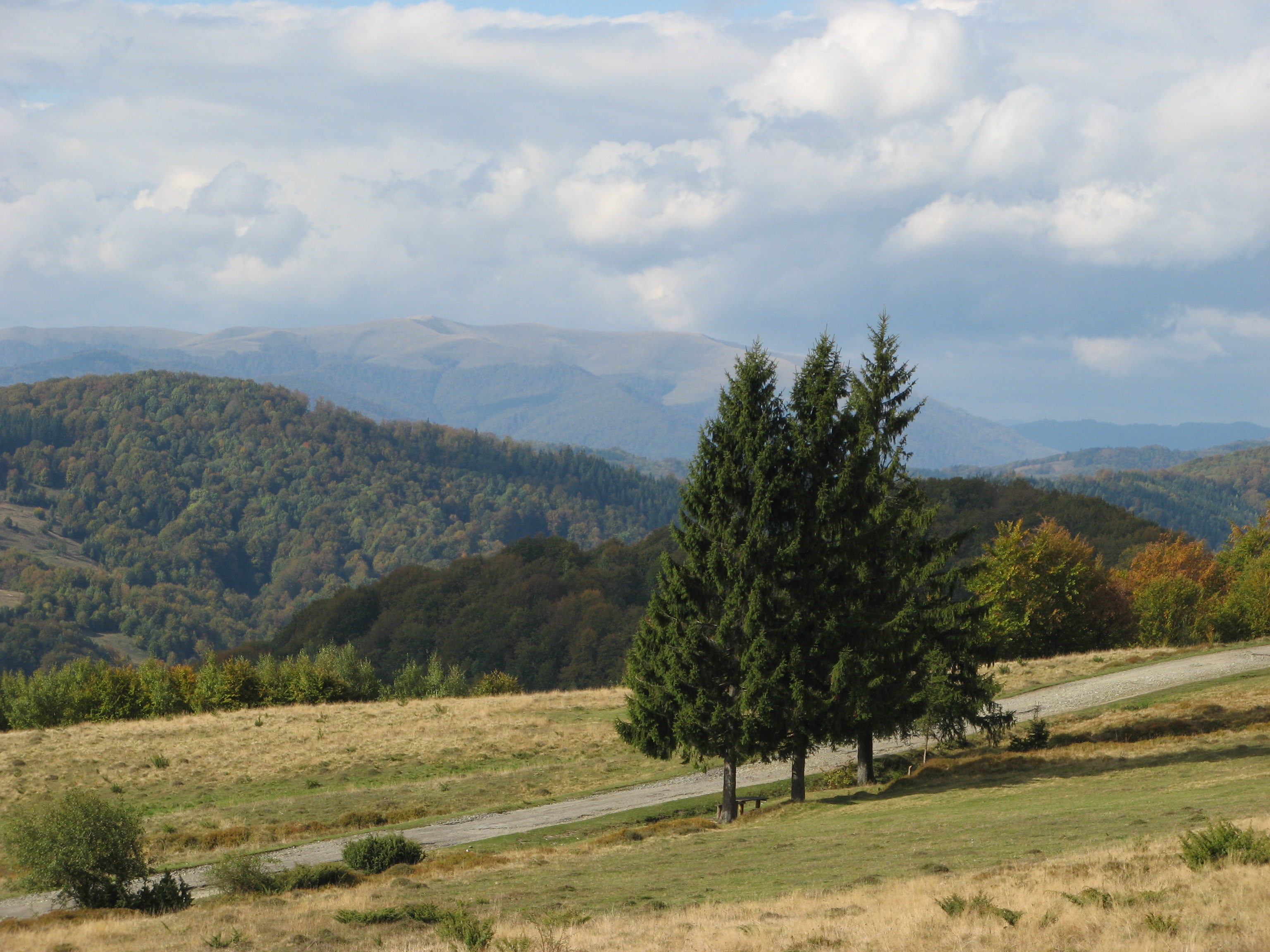
Droga koło przełęczy (z zachodniej strony)
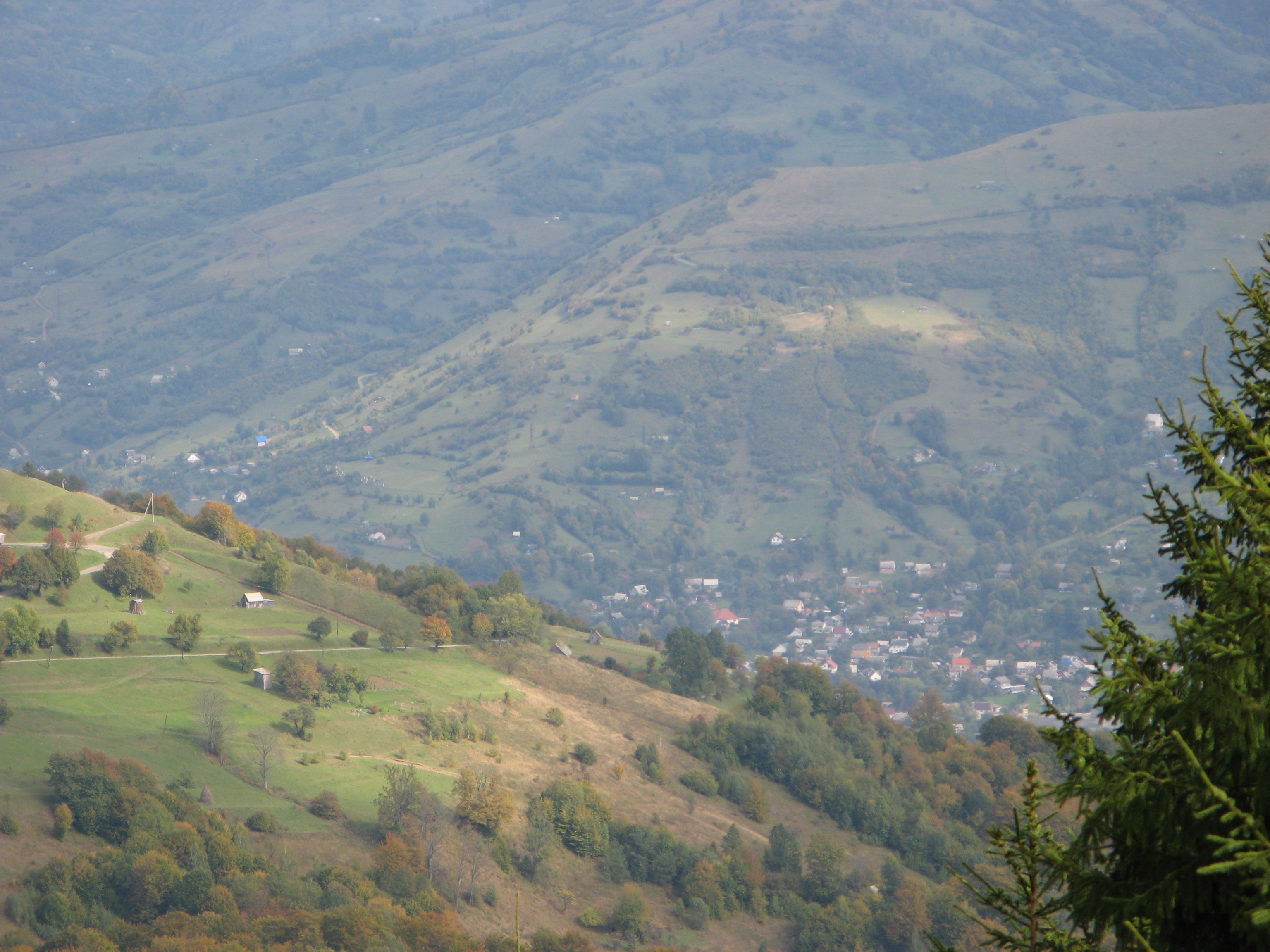
Widok z przełęczy na Rachów
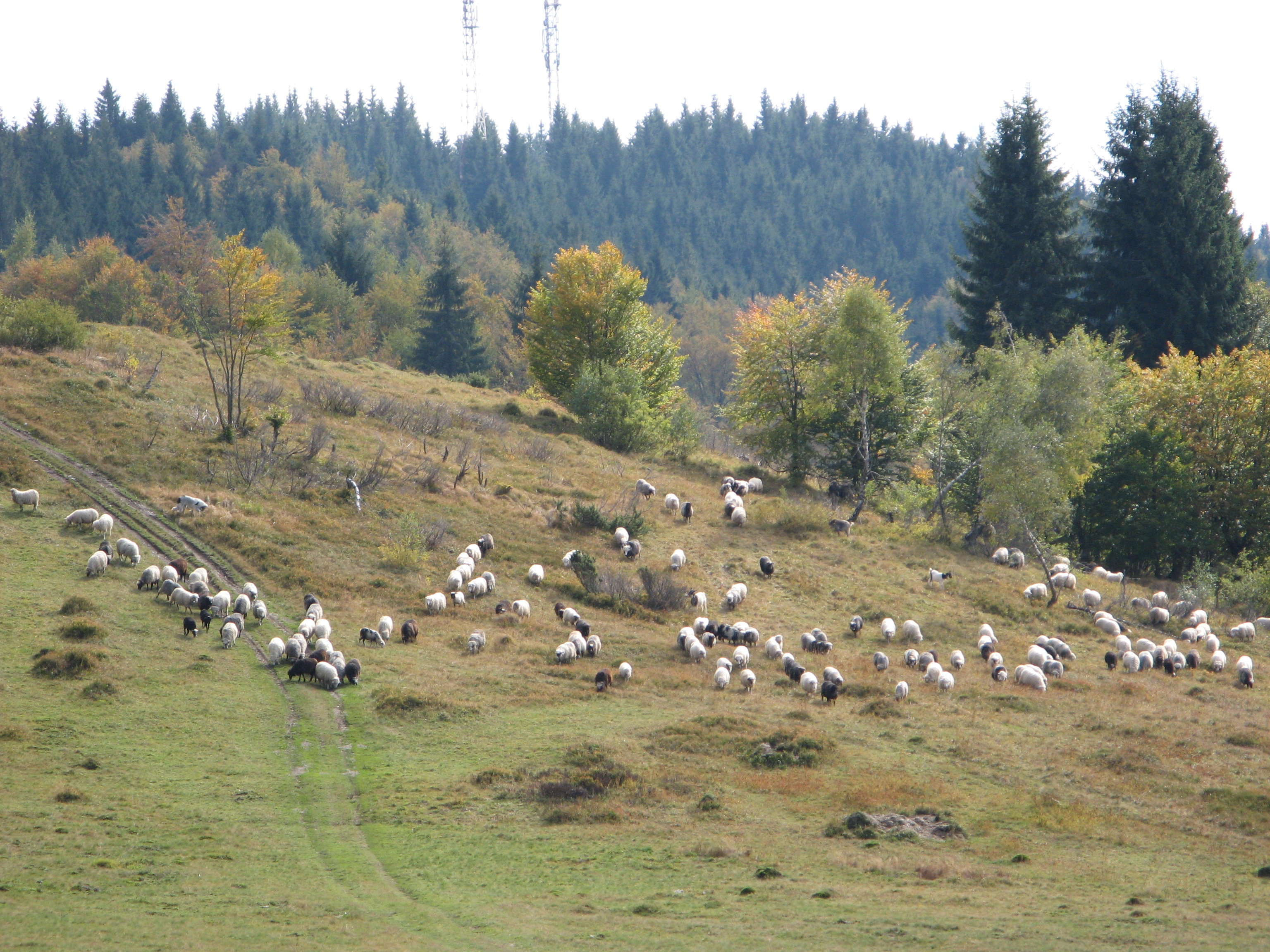
Owce na połoninie koło przełęczy